# Naledi Pandor
Grace Naledi Mandisa Pandor nata Matthews (Durban, 7 dicembre 1953) è una politica e docente sudafricana, ministra delle relazioni internazionali e della cooperazione dal 2019.
È membro del Parlamento (MP) per l'African National Congress (ANC) dal 1994.
Ha completato il liceo in Botswana, si è qualificata come insegnante e ha insegnato in più scuole e università, mentre ha conseguito vari diplomi in diverse università. È entrata in carica come membro del Parlamento nel 1994 divenendo presto vice capo del consiglio di amministrazione dell'ANC nel 1995. È stata eletta vicepresidente del Consiglio nazionale delle province nel 1998 ed è diventata presidente dello stesso organismo nel 1999.
Inizialmente è diventata membro del gabinetto nazionale nel 2004, in seguito alla decisione del presidente Thabo Mbeki di nominarla ministro dell'Istruzione e ha mantenuto il suo incarico nel gabinetto di Kgalema Motlanthe. Il neoeletto presidente Jacob Zuma l'ha poi nominata ministro della scienza e della tecnologia nel 2009. Ha ricoperto la carica fino alla sua nomina a ministro degli interni nel 2012. È tornata all'incarico di ministro della Scienza e della tecnologia nel 2014 e l'ha tenuto fino al 2018, quando è diventata ministro dell'istruzione superiore e della formazione nel primo gabinetto del presidente Cyril Ramaphosa. Dopo le elezioni generali del 2019, è stata menzionata come possibile candidata alla carica di vicepresidente del Sudafrica. È stata invece nominata Ministro delle Relazioni internazionali e della cooperazione.

## Biografia
Grace Naledi Mandisa Matthews è nata il 7 dicembre 1953 a Durban, Natal, da Regina Thelma (morta nel 2002) e Joe Matthews (1929–2010), attivista politico e anti-apartheid e figlio dell'accademico Z.K. Matthews (1901–1968). Ha compiuto gli studi primari e secondari in Botswana e si è poi iscritta alla Scuola secondaria di Gaborone. Tra il 1973 e il 1977, ha conseguito un Certificate for Continuing Education e una laurea di primo livello rispettivamente presso l'Università dello Swaziland e l'Università del Botswana. Ha continuato a studiare all'estero e ha conseguito un Diploma in Education e un MA presso l'Università di Londra tra il 1978 e il 1979.
La Pandor ha ottenuto un diploma in istruzione superiore, amministrazione e leadership dal Bryn Mawr Summer Program nel 1992 e poi si è iscritta alla Kennedy School of Government per ricevere un diploma in leadership nello sviluppo nel 1997. Nello stesso anno ha anche conseguito un master in linguistica presso l'Università di Stellenbosch. Ha conseguito il dottorato di ricerca in educazione presso l'Università di Pretoria nel 2019, con una tesi dal titolo "Il significato contestato della trasformazione nell'istruzione superiore nel Sudafrica post-apartheid".

## Carriera di insegnante
La Pandor è diventata insegnante alla Ernest Bevin School di Londra nel 1980. Fu presto assunta come insegnante a Gaborone nel 1981 e lavorò come tale fino al 1984. Ha continuato ad operare come istruttrice presso il Taung College of Education dal 1984 al 1986. Ha lavorato poi come docente senior in inglese presso l'Università del Bophuthatswana dal 1986 al 1989. Successivamente è stata senior fellow nell'Academic Support Program dell'Università di Città del Capo tra il 1989 e il 1994.
Mentre era all'Università del Bophuthatswana, è stata presidente dell'Unione delle associazioni del personale democratico dell'università tra il 1988 e il 1990. È stata nominata presidente del Western Cape National Executive Committee del National Education Coordinating Committee nel 1991 e ha ricoperto la carica fino al 1993. Allo stesso tempo, faceva parte del Western Cape Education Committee dell'ANC.
Inoltre, ha presieduto la filiale dell'ANC Athlone Central, mentre fungeva sia da capo del Desmond Tutu Education Trust che del Western Cape School Building Trust.
Dal 1992 al 1995 ha lavorato come vicedirettore del Fondo per l'istruzione terziaria del Sudafrica, divenendo presto capo del fondo. È stata anche vicepresidente del Joint Education Trust Board of Trustees tra il 1993 e il 2001.
È stata cancelliere di Cape Technikon dal 2002 al 2004. Nello stesso periodo è stata membro del consiglio direttivo dell'Università di Fort Hare.

## Inizio della carriera parlamentare
La Pandor è diventata un membro del Parlamento nella camera bassa del Parlamento sudafricano, l'Assemblea nazionale, in seguito alle elezioni generali del 1994. All'interno del caucus dell'ANC, è stata vice capo dal 1995 fino al suo dispiegamento nella camera alta del Parlamento, il Consiglio nazionale delle province, nel 1998. Lì è stata vicepresidente fino alla sua nomina a presidente in seguito alle elezioni generali del 1999. È succeduta al presidente inaugurale Mosiuoa Lekota quando ha assunto l'incarico il 21 giugno 1999. È stata la prima donna a ricoprire tale ruolo. Joyce Kgoali è succeduta alla Pandor nel 2004 e di conseguenza è diventata la seconda donna a ricoprire il ruolo.

## Governo nazionale

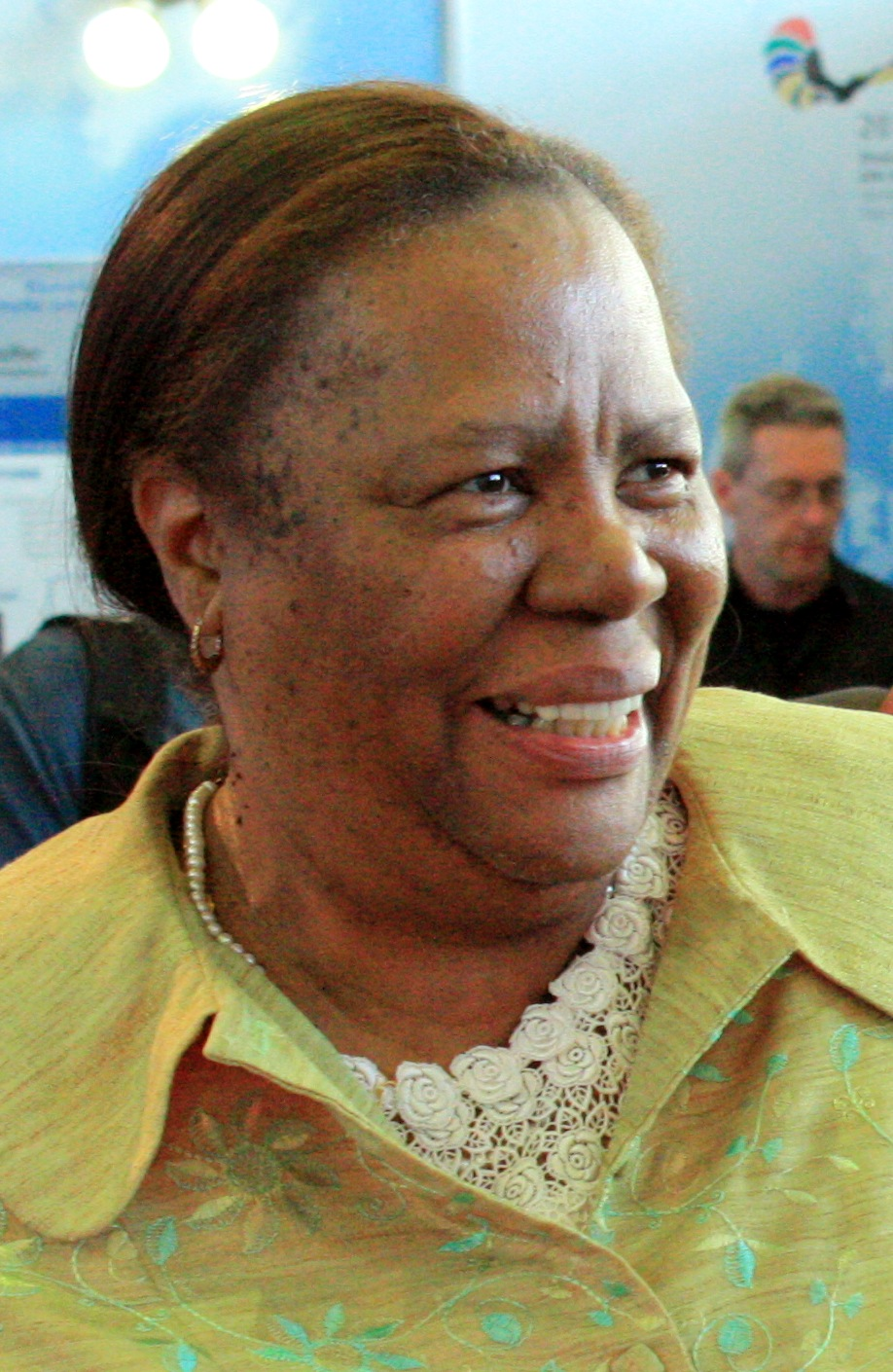
La Pandor alla mostra di apertura dell'anno scientifico tedesco-sudafricano a Cape Town nel 2012

La Pandor è tornata all'Assemblea nazionale dopo le elezioni generali del 2004. Il presidente Thabo Mbeki l'ha nominata ministro dell'Istruzione ed è entrata in carica il 12 maggio 2004. Durante il suo mandato nel dicastero, è stata responsabile di una revisione completa del sistema educativo della nazione. Ha avviato le riforme per la mancata attuazione nel paese del sistema di istruzione basata sui risultati (OBE). Mbeki si è dimesso nel 2008 e ha lasciato in carica Kgalema Motlanthe che ha mantenuto la Pandor nella sua posizione nel suo gabinetto provvisorio.

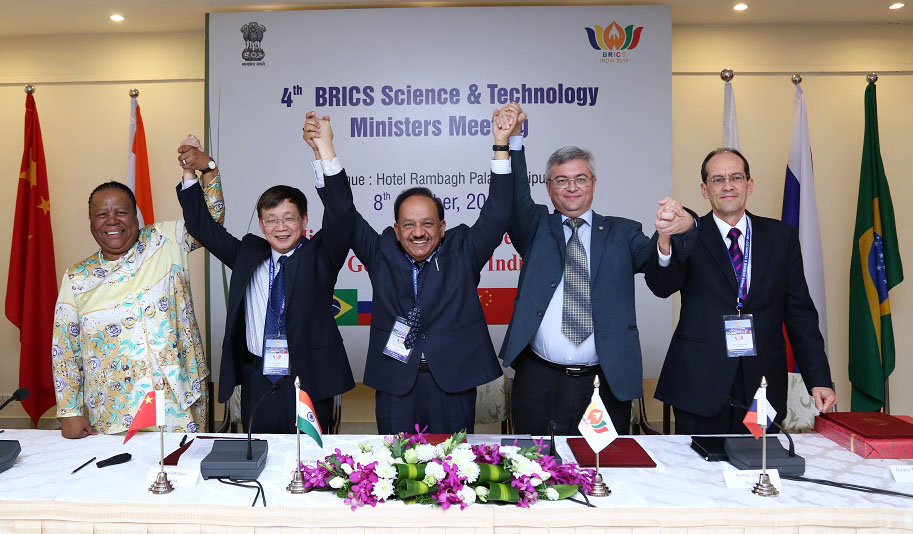
La Pandor e le sue controparti straniere alla 4ª riunione dei ministri della scienza e della tecnologia BRICS nel 2016

Dopo le elezioni generali del 2009, Jacob Zuma è diventato il nuovo presidente del Sudafrica. Ha separato il ministero dell'Istruzione in due nuovi portafogli e ha nominato la Pandor al nuovo incarico di ministro della Scienza e della tecnologia nel maggio 2009. Durante il suo periodo in questa posizione, la Pandor è stata una forza trainante per il Sudafrica per ospitare lo Square Kilometre Array (SKA) nella regione del Karoo e il Sudafrica ha vinto la sfida.
Nell'ottobre 2012, Nkosazana Dlamini-Zuma si è dimessa da ministro degli interni per assumere il ruolo di presidente dell'Unione africana. Le sue dimissioni hanno causato un posto vacante nel gabinetto. Zuma ha quindi nominato la Pandor ministro degli interni facente funzioni il 2 ottobre 2012. Poco dopo, il 4 ottobre 2012, Zuma l'ha nominata formalmente ministro degli Interni.
Dopo la sua rielezione alle elezioni generali del 2014, Zuma ha annunciato che la Pandor sarebbe tornata al Dipartimento di Scienza e tecnologia. Malusi Gigaba le è succeduta come ministro degli Interni. È entrata in carica il 26 maggio 2014 ed è succeduta a Derek Hanekom.
Cyril Ramaphosa ha assunto la carica di Presidente nel febbraio 2018. La Pandor è stata nominata ministro dell'istruzione superiore e della formazione ed è entrata in carica il 27 febbraio 2018, succedendo a Hlengiwe Mkhize.
Dopo le elezioni politiche del 2019, il Ministero dell'istruzione superiore e della formazione è stato divisoe si ipotizzava che la Pandor sarebbe stata nominata vicepresidente del Sudafrica. Era la scelta prevista da Ramaphosa per il vicepresidente nel 2017 alla conferenza elettiva dell'ANC. È stata invece nominata Ministro delle Relazioni internazionali e della Cooperazione ed ha assunto l'incarico il 30 maggio 2019.

## Vita privata
La Pandor è sposata con Sharif Joseph Pandor, che ha incontrato mentre studiava in Botswana, e hanno quattro figli. Si è convertita all'Islam dopo aver incontrato suo marito. I suoceri le diedero il nome islamico di Nadia. Sulla sua conversione religiosa, la Pandor ha detto: "I miei genitori hanno detto che Dio è Dio. Finché Lo adorerai, ti sosterremo e i principi islamici sono universali. Certamente, l'Islam richiede molto di più da voi in termini di osservanza."